# فريدريك جارفيس
فريدريك جارفيس (بالإنجليزية: Frederick Jarvis)‏ هو عسكري أمريكي، ولد في 1841 في مقاطعة إيسيكس في الولايات المتحدة، وتوفي في 8 أبريل 1894 في سولت ليك في الولايات المتحدة.